# Ligandveldtheorie

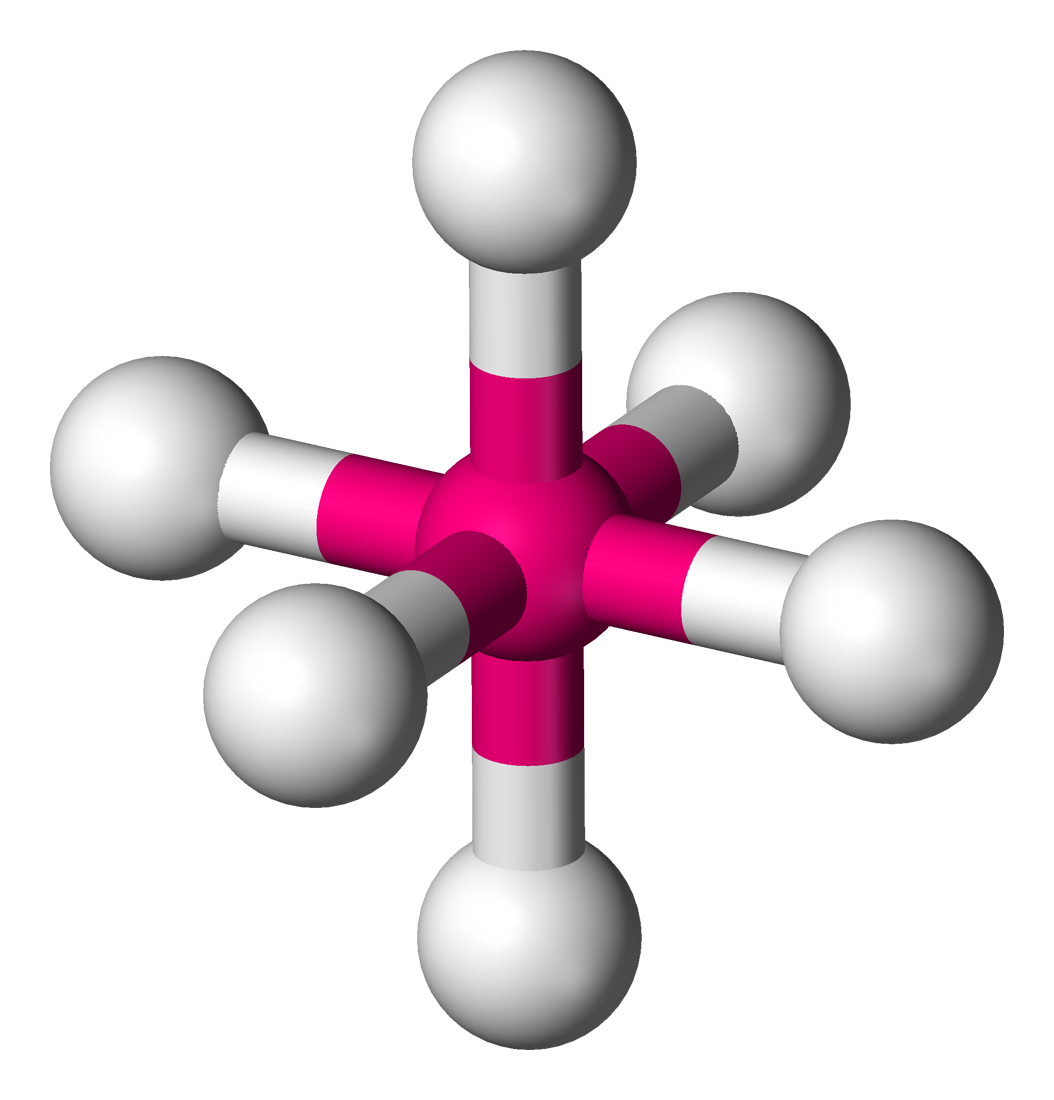
Octaëdrische omringing om een centraal ion.

In de ligandveldtheorie (Engels: Ligand Field Theory; doorgaans afgekort tot LFT) worden de resultaten van de kristalveldtheorie gekoppeld aan die van de kwantummechanica, waardoor het mogelijk wordt de vooral op het centrale ion van complexen gerichte kristalveldtheorie uit te breiden naar een correcte beschrijving van de bindingen die optreden tussen het centrale ion in complexen en de verschillende liganden.
De ligandveldtheorie breidt de molecuulorbitaaltheorie uit tot de complexen van de overgangsmetalen. Een overgangsmetaal beschikt over 9 orbitalen die bij valentie-bindingen betrokken kunnen worden: vijf (n-1)d, één ns, en drie np orbitalen (n = het elektronschilnummer van de buitenste schil in het neutrale atoom). Al deze orbitalen hebben een energie die ze geschikt maakt om deel te nemen aan bindingen met liganden. De analyse hangt nauw samen met de geometrie van het complex, maar omdat een van de meest voorkomende configuraties voor complexen de octaëdrische is, beginnen de meeste besprekingen van de ligandveldtheorie met deze geometrie. Zes liganden liggen rond het centrale ion en vormen een vierzijdige bipiramide (zie de figuur hiernaast).

## Geschiedenis
De ligandveldtheorie werd ontwikkeld gedurende de jaren dertig en veertig van de 20e eeuw als een alternatief voor de kristalveldtheorie. De kristalveldtheorie beschrijft een aantal eigenschappen van een complex op basis van elektrostatische interacties tussen de d-elektronen van het centrale metaalion en de liganden. Het beschrijft niet de manier van binding tussen metaal en ligand. De ligandveldthenorie combineert de in die jaren ontwikkelde molecuulorbitaaltheorie met de kristalveldtheorie.

## σ-binding

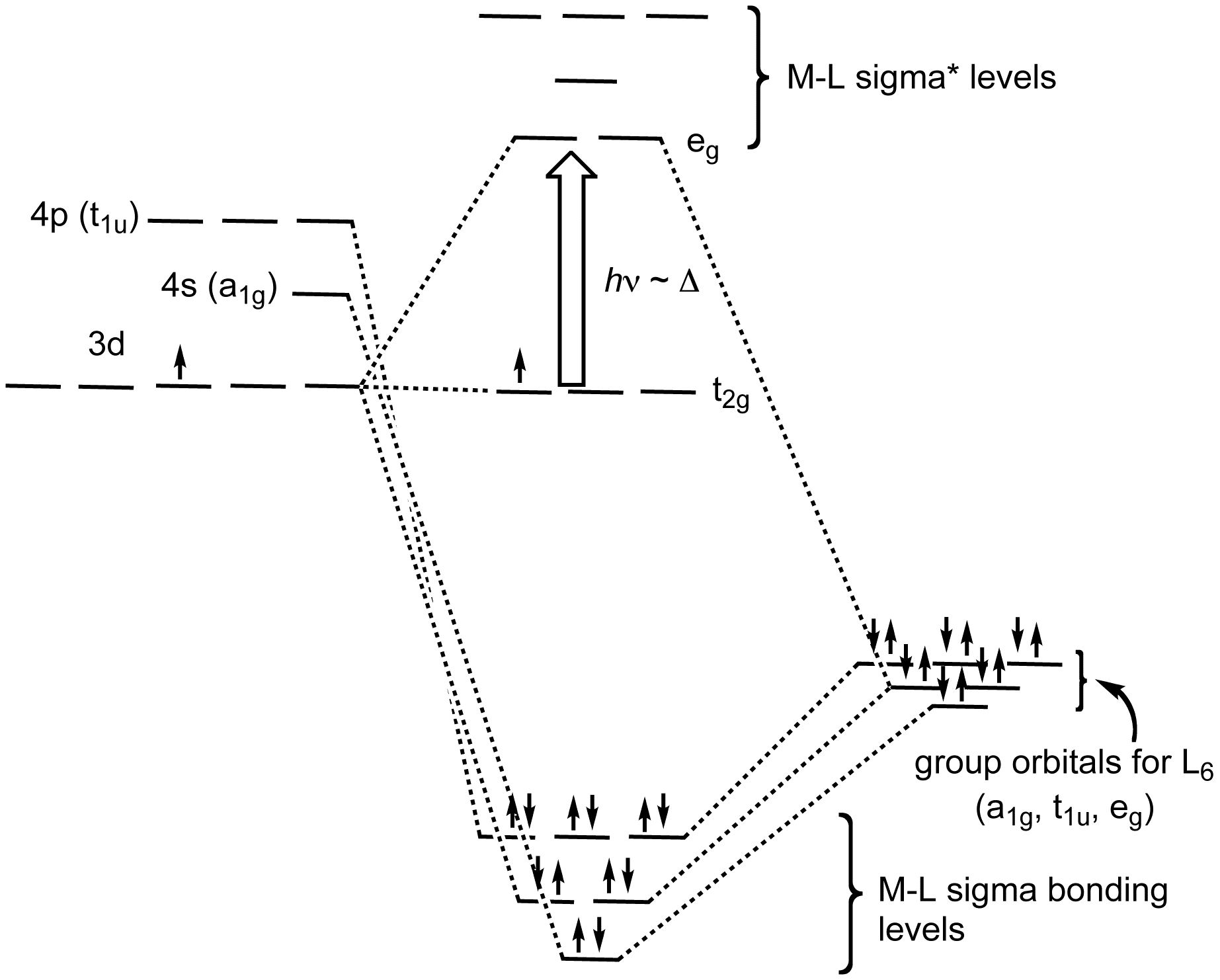
Ligandveldschema voor de σ-binding in het octaëdrische complex van
[Ti(H_{2}O)_{6}]^{3+}

De MO's die ontstaan tijdens de complexvorming door combinatie van de d-orbitalen van het metaal met de donerende orbitalen op de liganden worden gevuld door 2 elektronen uit elk van de zes σ-donor-liganden. In octaëdrische complexen naderen de liganden langs de x-, de y- en de z-as, waardoor de σ-symmetrische orbitalen van de ligandbindende en -antibindende combinaties vormen met de dz2 en dx2−y2 orbitalen.
De dxy-, dxz- en dyz-orbitalen blijven als niet-bindende orbitalen buiten het beeld van de σ-binding. Enige bindende (en anti-bindende) interactie met de s- en p-orbitalen van het metaal treedt ook op, waardoor een totaal van 6 bindende en 6 antibindende orbitalen ontstaat.
In termen van moleculaire symmetrie vormen de zes vrije elektronenparen op de zes liganden (één op elk ligand), een aan de symmetrie aangepaste groep van zes lineaire combinatie (Engels: symmetry adapted linear combinations of SALC) van orbitalen, vaak ook aangeduid als ligandgroeporbitalen of LGO's. De niet-reduceerbare representaties van deze groep zijn a1g, t1u en eg. Het metaal heeft ook zes valentie-orbitalen met dezelfde niet reduceerbare representaties - de s orbital is a1g, de drie p-orbitalen vormen t1u, en de dz2, dx2−y2 orbitalen vormen eg. De zes bindende σ-molecuulorbitalen zijn het resultaat van combinaties van de ligandgroeporbitalen met orbitalen van dezelfde symmetrie.

## π-binding
De p-orbitalen van het metaalion worden voor de σ-bindingen gebruikt en hebben bovendien de verkeerde symmetrie om overlap met p-, π- of π*-orbitalen van de ligand te geven.
De π-interactie vindt dus plaats via geschikte d-orbitalen van het metaal, dus dxy, dxz en dyz. Deze orbitalen zijn niet-bindend als alleen σ-binding optreedt. De π-binding in octaëdrische complexen kan op drie manieren plaatsvinden:
- via een ligand-p-orbitaal dat niet deelneemt aan de σ-bindingen. Een π-binding van ligand naar metaal treedt op als molecuulorbitalen met π-symmetrie (p- of π-orbitalen) van de liganden gevuld zijn. Ze kunnen combineren met de dxy-, dxz- en dyz-orbitalen op het metaal en elektronen afstaan naar de resulterende bindende orbitaal met π-symmetrie tussen het ligand en het metaalion. De metaal-ligand binding wordt hierdoor wat sterker.
- via een al bestaand π-molecuulorbitaal op het ligand. Vanuit het beschrijven van het ontstaan van π-binding is deze situatie niet anders dan die waarbij een enkele p-orbitaal op de ligand gebruikt wordt.
- via een al bestaand π*-molecuulorbitaal op het ligand. Een belangrijke vorm van π-binding die in complexen kan optreden is de metaal-ligand-π-binding, doorgaans met de Engelse term backbonding (letterlijk: terugbinding) aangeduid. Hoewel het centrale metaalion positief geladen is, zijn de elektronen die deze binding verzorgen afkomstig van het metaal. Vandaar de naam: het metaalion krijgt eerst elektronen van het ligand, en geeft er vervolgens weer een deel van terug. Deze vorm van binding treedt op als de LUMO van de ligand-antibindende π*-orbitalen zijn. De energie van deze orbitalen ligt dicht in de buurt van de dxy-, dxz- en dyz-orbitalen, waarmee bindende combinaties gevormd kunnen worden (dat wil dus zeggen: orbitalen met een lagere energie dan de orbitalen waaruit ze gevormd worden). De met deze nieuwe bindende orbitalen samenhangende anti-bindende orbitalen zijn hoger in energie dan de anti-bindende die ontstaan bij een σ-binding. Nadat de nieuwe molecuulorbitalen met elektronen gevuld zijn vanuit de d-orbitalen, wordt de binding tussen het metaal en de ligand sterker. Voor de ligand ligt het anders. De nieuwe MO ontstaat uit een anti-bindende orbitaal van de ligand, die vervolgens gevuld wordt: de π-binding van de ligand wordt dus verzwakt. De grotere stabiliteit die door backbonding gerealiseerd wordt kan ook als volgt beschreven worden: doordat een deel van de negatieve lading van het metaal weer terugvloeit naar de liganden, is het makkelijker voor het metaal om de σ-bindingen te accepteren. De combinatie van ligand → metaal σ-binding en de metaal → ligand π-binding is een synergistisch effect, beide processen versterken elkaar.

Elk van de zes liganden heeft in principe 2 orbitalen met π-symmetrie, dus twaalf in totaal. Uit deze orbitalen kunnen vier drievoudig ontaarde groepen met t2g-symmetrie worden gevormd. De dxy-, dxz- en dyz-orbitalen op het metaal bezitten dezelfde symmetrie, de ontstande groep π-bindingen heeft dus ook deze symmetrie, want ze zijn gevormd door overlap tussen orbitalen met t2g-symmetrie.

## High en low spin-complexen en de spectrochemische reeks
De zes gevormde bindende MO's worden gevuld met elektronen vanuit de ligand, elektronen uit de d-orbitalen van het metaal bezetten de non-bonding en, in sommige gevallen, de anti-bindende MO's. Het energieverschil tussen de laatste twee groepen orbitalen wordt aangeduid met Δoct (het subscript oct staat voor octaëdrisch) en wordt bepaald door de aard van de π-interactie tussen de ligand-orbitalen en de d-orbitalen op het metaal. Zoals boven beschreven leiden π-donor liganden tot kleine Δoct, het worden zwakke veld-liganden genoemd, terwijl π-acceptor liganden aanleiding geven tot grote waardes van Δoct en sterke veld-liganden worden genoemd. Liganden die noch π-donor noch π-acceptor zijn geven aanleiding tot waardes van Δoct die tussen de twee uitersten liggen.
De grootte van Δoct bepaalt de elektronische structuur van de d4 - d7-ionen. In complexen van metalen met deze aantallen d-elektronen kunnen de non-bonding en anti-bindende MO's op twee manieren gevuld worden:
- een waarbij eerst zo veel mogelijk elektronen in de niet-bindende orbitalen worden geplaatst voordat anti-bindende orbitalen gebruikt worden. Deze mogelijkheid wordt low spin genoemd.
- een waarbij zo veel mogelijk ongepaarde elektronen optreden. In dit geval spreekt man ven high spin.

Ongepaarde elektronen krijgen gelijke spin, gepaarde elektronen hebben tegengestelde spin. Twee elektronen in dezelfde orbitaal plaatsen kost energie. Bij een kleine waarde van Δoct betekent dit dat het meer energie kost om de twee elektronen in dezelfde orbitaal te plaatsen dan om een energetisch hogere orbitaal te gebruiken. Deze situatie geeft aanleiding tot een high spin-toestand. Als Δoct een grote waarde heeft, dan worden de energiekosten voor elektronen in dezelfde baan verwaarloosbaar ten opzichte van de energiekosten van elektronen in de hogere banen. De elektronen zullen gepaarde spins hebben, wat tot een low spin-toestand leidt.
De spectrochemische reeks is een empirisch bepaalde volgorde waarbij de liganden gerangschikt zijn volgens de grootte van Δ die zij opleveren. Uit de lijst blijkt dat alle lage veld liganden tot de π-donoren behoren (I− bijvoorbeeld), de hoge veld liganden zijn de π-acceptoren (bijvoorbeeld CN− en CO), terwijl liganden als H2O en NH3, die tot geen van deze groepen behoren, in het midden staan.